# どっちがどっち
どっちがどっち（どっちがどっち）は大木圭のジュブナイル小説、またはその小説を原作としてNHK少年ドラマシリーズで放映されたドラマである。

## 作品解説
もの静かな少女高木夏子と活動的な少女高木冬子は、4月1日に生まれた双子の姉妹。母親の教育方針のもと、双子としてではなく別々の2人の女の子として育てられることになり、幼稚園、小学校、中学校と別々の所に通った末、春からは夏子は女子大の付属高校に、冬子は都立高校にそれぞれ進学する。2人の家族や互いの学校の人々を巻き込んだ様々な騒動が描かれた作品である。

### 小説版
1966年に秋元書房のジュニアシリーズから刊行。その後1973年に同社の秋元文庫ファニーシリーズ、1978年には新作を追加し「新どっちがどっち」と改題の上秋元文庫で再刊された。1982年には「新」の内容を秋元ジュニア文庫（新書判）で正続二冊に分割して再刊されている。
なお、元版以外のイラストはみつはしちかこによるものである。

### ドラマ版
1972年9月30日から10月28日の間、NHK少年ドラマシリーズで全5回のドラマが放映された。原作と異なり、夏子と冬子が高校生から中学生へと設定が変更されている。本作を収録したマスターテープは他の番組制作に使い回されたために映像はNHK公式には残っていない。

#### キャスト
- 高木夏子（主役・双子の姉） - 松下隆子
- 高木冬子（主役・双子の妹） - 松下昌子
- 光太郎（夏子と冬子の父） - 庄司永健
- ツネ子（夏子と冬子の母） - 加藤みどり
- 武左衛門（夏子と冬子の祖父） - 加藤嘉

## 参考書籍
- 大木圭著 『どっちがどっち』 秋元ジュニア文庫（秋元書店）、1982年。
- 増山久明編著 『NHK少年ドラマシリーズのすべて』 ISBN 4756138004